# Bistum Jalpaiguri
Das Bistum Jalpaiguri (lat.: Dioecesis Ialpaiguriensis) ist eine in Indien gelegene römisch-katholische Diözese mit Sitz in Jalpaiguri. 

## Geschichte
Das Bistum Jalpaiguri wurde am 17. Januar 1952 durch Papst Pius XII. mit der Apostolischen Konstitution Nullam sibi aus Gebietsabtretungen des Bistums Dinajpur errichtet und dem Erzbistum Kalkutta als Suffraganbistum unterstellt.

## Territorium
Das Bistum Jalpaiguri umfasst die Distrikte Jalpaiguri und Koch Bihar im Bundesstaat Westbengalen.

## Bischöfe von Jalpaiguri
- Amerigo Galbiati PIME, 1952–1967
- Francis Ekka, 1967–1971, dann Bischof von Raigarh-Ambikapur
- James Anthony Toppo, 1971–2004
- Clement Tirkey, 2006–2025
- Fabian Toppo, seit 2025